# AKB48的今夜來外宿
《AKB48的今夜來外宿》（AKB48の今夜はお泊りッ）是日本電視台自2015年10月5日至12月21日，於每週一深夜25時29分至59分播放的深夜綜藝節目。此節目是女子偶像團體AKB48與其姊妹團體的冠名節目之一，由搞笑二人組小木矢作擔任節目主持，並由AKB48、SKE48、NMB48、HKT48與NGT48的新進成員組成固定演出班底，以對話的方式在攝影棚內進行節目流程。

## 節目特色與流程
以關東首都圈作為主要播放地區的《AKB48的今夜來外宿》，其節目主旨是要透過參與演出鍛鍊AKB48集團內受注目的新生代成員們談話能力，因此排除了像遊戲挑戰、歌曲演唱或戲劇表演這類偶像節目常見的單元，純粹只以談話節目的方式進行。為了能營造輕鬆的談話氣氛並呼應節目名稱，節目是在日本電視台位於東京的攝影棚內，由成員們穿著睡衣在像是睡衣派對般的布景中演出。為了能誘導成員們說出心理的想法並磨練在綜藝節目中的對話能力，製作單位找了在日本綜藝圈向來以吐槽犀利、常將擦邊話題掛在嘴邊的小木矢作兩人擔任節目主持。
除了在無線電視頻道上播放外，《AKB48的今夜來外宿》與許多日本電視台所製播的電視節目同樣，可在日本電視台所收購的線上影片網站日本Hulu上付費收看。且除了與電視頻道相同的主節目內容外，尚有電視未播出的線上專屬內容可供點閱。
在節目流程方面，節目主體大致可分為三部分。在最開始的主要單元中，每一集都有預先設定好的特定主題，並由成員們輪流針對主題發表與自己有關的有趣小故事，再由主持人之一的小木博明以自己的偏好進行排名，最後選出表現最佳的成員作為該集的「小木成員」（小木メン）。接下來的「AKB48的今夜想當主持」（AKB48の今夜は仕切りたいッ）單元實際上是Hulu才能收視的節目內容之部分剪輯版本，在此單元中，改由AKB48次世代成員擔任主持人，每集節目中都會輪流找來一位不同的成員挑戰主持任務，在預計播放的12集節目結束後，節目主持人小木會實際閱覽過影片內容後，從12名次世代主持人中選出表現最優秀的一位，給予獎勵。在節目末尾的「睡前的反省對談」（お休み前の反省トーク）單元中，則是由部分參與演出的固定班底成員分享當集節目拍攝完之後的心得。
《AKB48的今夜來外宿》的整體流程非常類似由節目內容製作人毛利忍為首的日本電視台製作團隊過去曾替AKB48集團所拍攝的綜藝節目《HaKaTa百貨店 3號館》（2015年春季檔），這也是此團隊繼《HaKaTa百貨店 3號館》之後，與AKB48集團合作的同時段最新作品。但與過去日本電視台和AKB48集團合作過的綜藝節目有所不同的是，《AKB48的今夜來外宿》雖然是以AKB48作為冠名團體，但實際參與演出的成員卻遍及集團所有日本境內的姊妹團體，且全體皆為加入資歷較淺的新進成員，包含比例不低的各期選秀生，也有AKB48 Team 8、NGT48等新成立分隊或團體的成員列名。除此之外，此節目也是甫在2015年7月正式組成的最新姊妹團體NGT48成員首次參與的常態性冠名節目。

## 演出人員
主持人
- 小木矢作（日语：おぎやはぎ）
  - 小木博明（日语：小木博明）
  - 矢作兼（日语：矢作兼）

固定班底（括号内为出演集数）
- AKB48
  - Team A：大和田南那（全12集）、谷口惠（谷口めぐ，1～4，7～12）
  - Team K：市川愛美（4～5）、後藤萌咲（1～3）、向井地美音（4～6）、湯本亞美（5～6）
  - Team B：達家真姬寶（5～12）、福岡聖菜（5～6）
  - Team 4：飯野雅（4）、川本紗矢（1～4，7～12）、小嶋真子（4～6，10～12）、佐藤妃星（4～9）、村山彩希（1～3，10～12）、大川莉央（7～9）
  - Team 8：永野芹佳（4～6）、橫山結衣（1～3）、小栗有以（10～12）、坂口渚沙[註 4]（7～9）
  - 選秀研究生：樋渡結依（1～3）
- SKE48
  - Team S：東李苑（全12集）
  - Team KII：惣田紗莉渚（全12集）
  - Team E：後藤樂樂[註 5]（1～3）、熊崎晴香（10～12）、谷真理佳（1～3）
  - 研究生：辻希美[註 6]（4～6）、水野愛理（4～6）
- NMB48
  - Team N：太田夢莉（7～9）、須藤凜凜花（7～9）
  - Team M：三田麻央（1～3）
  - Team BII：澀谷凪咲[註 7]（7～12）
- HKT48：
  - Team H：神志那結衣（10～12）、田中菜津美（7～9）、田中美久（1～6，10～12）、矢吹奈子[註 4]（1～6，10～12）
  - 研究生：荒巻美咲（7～9）
- NGT48
  - 研究生：小熊伦实（10～12）、加藤美南（全12集）、山口真帆（4～6）、西潟茉莉奈（7～9）、荻野由佳（1～3）

嘉賓
- AKB48 Team A：大家志津香（第11集）
- NGT48：北原里英（第11集）
- 搞笑组合ungirls（日语：アンガールズ）成员田中卓志（日语：田中卓志）（第12集）

次世代主持人
參見企畫內容章節

## 企畫內容
| 2015年 | 2015年   | 2015年                                              | 2015年      | 2015年                        | 2015年        | 2015年                                         | 2015年 |
| 集     | 播出日期 | 對談話題                                            | 小木 成員   | AKB48的今夜想當主持           | 次世代 主持人 | 睡前反省會成員                                 |        |
| ------ | -------- | --------------------------------------------------- | ----------- | ----------------------------- | ------------- | ---------------------------------------------- | ------ |
| 1      | 10月5日  | 我身邊的糟糕大人 / 握手會的釣人伎倆 （）            | 惣田 紗莉渚 | 難以搭話的成員是誰？ （話しかけにくかったメンバーは?）     | 高橋朱里      | 大和田南那 後藤樂樂 惣田紗莉渚 矢吹奈子        |        |
| 2      | 10月12日 | 讓男性深陷的小惡魔技巧 / 如果獲得100萬元的話…… （） | 橫山結衣    | 今後想要變要好的成員是？ （今後 仲良くなりたいメンバーは?） | 小笠原茉由    | 後藤萌咲 谷口惠 橫山結衣 田中美久              |        |
| 3      | 10月19日 | 我愛上的動漫人物 / 關於自己角色的困擾 （）          | 惣田 紗莉渚 | 我推薦的宵夜 （私のオススメ夜食）             | 谷真理佳      | 村山彩希 東李苑 惣田紗莉渚 三田麻央            |        |
| 4      | 10月26日 | （ / ）                                             | 向井地 美音 | （）                          | 岩田華怜      | 大和田南那 向井地美音 惣田紗莉渚 矢吹奈子      |        |
| 5      | 11月2日  | （ / ）                                             | 達家 真姬寶 | （）                          | 大島涼花      | 小嶋真子 達家真姬寶 矢吹奈子 加藤美南          |        |
| 6      | 11月9日  | （ / ）                                             | 湯本亞美    | （）                          | 中西智代梨    | 向井地美音 湯本亞美 東李苑 山口真帆            |        |
| 7      | 11月16日 | （ / ）                                             | --          | （）                          | 中村麻里子    | 大川莉央 達家真姬寶 澀谷凪咲 西潟茉莉奈        |        |
| 8      | 11月23日 | （ / ）                                             | 須藤 凜凜花 | （ / ）                       | 島田晴香      | 大川莉央 達家真姬寶 澀谷凪咲 西潟茉莉奈        |        |
| 9      | 11月30日 | （ / ）                                             | 谷口惠      | （ / ）                       | 田中菜津美    | 大和田南那 川本紗矢 谷口惠 加藤美南 西潟茉莉奈 |        |
| 10     | 12月7日  | （ / )                                              | 小熊倫実    | （）                          | 前田亜美      | 大和田南那 熊崎晴香 澀谷凪咲 小熊倫実          |        |
| 11     | 12月14日 | （ / )                                              | 惣田 紗莉渚 | （）                          | 宮崎美穗      | 小嶋真子 村山彩希 東李苑 惣田紗莉渚            |        |
| 12     | 12月21日 | （ / )                                              | 田中美久    | （）                          | 込山榛香      | --                                             |        |

## 工作人員
- 企畫製作：秋元康
- 旁白：竹達彩奈
- 導演：藤井良記
- 導播：寺野慎一郎、師岡靖成、吉田晃浩、中尾光佐、平澤賢宗
- 內容製作：毛利忍（日语：毛利忍）
- 製作：井原亮子、齋藤匠、渡邊崇士

## 外部連結
- （日語）節目官方網站（页面存档备份，存于）（日本電視台）